# Halsholmen (vid Älgö, Raseborg)
Halsholmen är en ö i Finland. Den ligger i Finska viken väster om Älgö och i kommunen Raseborg i den ekonomiska regionen  Raseborg i landskapet Nyland, i den södra delen av landet. Ön ligger omkring 94 kilometer väster om Helsingfors.
Öns area är 18,2 hektar och dess största längd är 630 meter i öst-västlig riktning. Halsholmen är delvis ihopväxt med Marholmen i norr med ett smalt näs, tidigare sund, kallat ”Nålsögat”.
Inlandsklimat råder i trakten. Årsmedeltemperaturen i trakten är 5 °C. Den varmaste månaden är augusti, då medeltemperaturen är 16 °C, och den kallaste är februari, med −5 °C.